# Сељани (Невесиње)
Сељани су насељено мјесто у општини Невесиње, Република Српска, БиХ. Према резултатима пописа становништва у Босни и Херцеговини из 2013. године, у насељу је пописано свега 10 становника.

## Становништво
| Националност | 2013. | 1991. | 1981. | 1971. | 1961. |
| Срби         | 5     | 42    | 90    | 131   | 159   |
| Хрвати       | 5     | 51    | 92    | 87    | 86    |
| непознато    |       |       |       | 1     |       |
| Укупно       | 10    | 93    | 182   | 219   | 245   |

| Демографија | Демографија | Демографија |
| Година      | Становника  | Становника  |
| ----------- | ----------- | ----------- |
| 1961.       | 245         |             |
| 1971.       | 219         |             |
| 1981.       | 182         |             |
| 1991.       | 93          |             |